# ثوم (جنس)
الثوم جنس نباتي يتبع الفصيلة الثومية ويضم حوالي 750 نوعاً كثير منها واطن في الوطن العربي منها حوالي السبعين في بلاد الشام.

## من أنواعهالواطنةفي الوطن العربي
1. الثوم أبيض الحراشف (باللاتينية: Allium albotunicatum) في بلاد الشام
2. ثوم أردل (باللاتينية: Allium erdelii) في بلاد الشام
3. الثوم الأزرق (باللاتينية: Allium azaurenum) في بلاد الشام
4. الثوم الأسود (باللاتينية: Allium nigrum) في بلاد الشام والمغرب العربي وأوروبا
5. الثوم الأصفر (باللاتينية: Allium flavum) في المغرب العربي وأوروبا
6. الثوم الأقحواني (باللاتينية: Allium chrysantherum) في بلاد الشام وتركيا والقوقاز
7. ثوم أوليفييه (باللاتينية: Allium olivieri) في بلاد الشام
8. ثوم بادية الشام (باللاتينية: Allium deserti-syriaci) في بلاد الشام
9. الثوم البري المسنن (باللاتينية: Allium dentiferum) في بلاد الشام والمغرب العربي وأوروبا
10. الثوم البسيطي (باللاتينية: Allium bassitense) في بلاد الشام وتركيا
11. الثوم البيركنشاوي (باللاتينية: Allium birkinshawii) في بلاد الشام
12. الثوم التورنوكسي (باللاتينية: Allium tourneuxii) في المغرب العربي
13. الثوم ثلاثي الأوراق (باللاتينية: Allium trifoliatum) في بلاد الشام وتركيا وإيطاليا وفرنسا
14. الثوم الجذاب (باللاتينية: Allium affine) في بلاد الشام
15. ثوم جليلي (باللاتينية: Allium galileum) في بلاد الشام
16. الثوم الخربوطي (باللاتينية: Allium kharputense) في بلاد الشام وتركيا
17. الثوم الدانيني (باللاتينية: Allium daninianum) في بلاد الشام
18. ثوم دينسمور (باللاتينية: Allium dinsmorei) في بلاد الشام
19. الثوم الدوكيني (باللاتينية: Allium decaisnei) في بلاد الشام
20. الثوم رقيق الأزهار (باللاتينية: Allium tenuiflorum) في المغرب العربي والبلقان وإيطاليا
21. ثوم رملي (باللاتينية: Allium scorodoprasum) في بلاد الشام
22. ثوم روث (باللاتينية: Allium rothii) في بلاد الشام وسيناء
23. ثوم الزبداني (باللاتينية: Allium zebdanense) في بلاد الشام
24. الثوم السنجاري (باللاتينية: Allium sindjarense) في بلاد الشام
25. الثوم السينائي (باللاتينية: Allium sinaiticum) في بلاد الشام وسيناء
26. الثوم الشاحب (باللاتينية: Allium pallens) في بلاد الشام ووادي النيل والمغرب العربي وتركيا والقوقاز والبلقان وجنوب أوروبا
27. الثوم الشبرنغري (باللاتينية: Allium sprengeri) في بلاد الشام
28. الثوم الشبكي (باللاتينية: Allium dictyoprasum) في بلاد الشام
29. الثوم الشرجياني (باللاتينية: Allium schergianum) في بلاد الشام وتركيا
30. الثوم الشرقي (باللاتينية: Allium orientale) في بلاد الشام ووادي النيل والمغرب العربي وتركيا
31. الثوم الشعري (باللاتينية: Allium subhirsutum) في بلاد الشام ووادي النيل والمغرب العربي
32. الثوم الشوبرتي (باللاتينية: Allium schubertii) في بلاد الشام ووادي النيل والمغرب العربي وتركيا
33. الثوم الشيحي (باللاتينية: Allium artemisietorum) في بلاد الشام
34. الثوم الصحراوي (باللاتينية: Allium desertorum) في بلاد الشام
35. الثوم الصخري (باللاتينية: Allium calyptratum) في بلاد الشام
36. الثوم الصخري الكاذب (باللاتينية: Allium pseudocalyptratum) في بلاد الشام
37. الثوم الصري (باللاتينية: Allium noeanum) في بلاد الشام
38. الثوم الصنيني (باللاتينية: Allium sannineum) في بلاد الشام
39. الثوم ظاهر الأسدية (باللاتينية: Allium phanerantherum) في بلاد الشام
40. الثوم ظاهر الأسدية الكاذب (باللاتينية: Allium pseudophanerantherum) في بلاد الشام
41. الثوم العثكولي (باللاتينية: Allium paniculatum) في بلاد الشام ووادي النيل والمغرب العربي وتركيا والقوقاز والبلقان وجنوب وشرق أوروبا
42. الثوم عديد الأسدية (باللاتينية: Allium myrianthum) في بلاد الشام ووادي النيل والمغرب العربي
43. الثوم العسقلاني (باللاتينية: Allium ascalonicum) في بلاد الشام
44. الثوم العشبي (باللاتينية: Allium moly) في المغرب العربي وجنوب غرب أوروبا
45. الثوم الغامق (باللاتينية: Allium opacum) في بلاد الشام
46. الثوم الفاينبرغي (باللاتينية: Allium feinbergii) في بلاد الشام
47. الثوم الفراشي (باللاتينية: Allium papillare) في بلاد الشام وسيناء
48. الثوم الفيدماني (باللاتينية: Allium wiedemannianum) في بلاد الشام وتركيا
49. الثوم قاسي الغمد (باللاتينية: Allium hirtovaginatum) في بلاد الشام والمغرب العربي وتركيا والقوقاز والبلقان وقبرص
50. الثوم القاسيوني (باللاتينية: Allium qasyunense) في بلاد الشام
51. ثوم القريتين (باللاتينية: Allium karyeteini) في بلاد الشام وتركيا
52. الثوم القصير (باللاتينية: Allium curtum) في بلاد الشام
53. الثوم الكأسي (باللاتينية: Allium cupani) في المغرب العربي وأوروبا
54. الثوم الكاسيوسي (باللاتينية: Allium cassium) في بلاد الشام
55. ثوم كراثي (باللاتينية: Allium ampeloprasum) في بلاد الشام
56. الثوم الكرملي (باللاتينية: Allium carmeli) في بلاد الشام
57. الثوم الكرمي (باللاتينية: Allium vineale) في بلاد الشام والمغرب العربي وكل أوروبا
58. ثوم كروي الرأس (باللاتينية: Allium sphaerocephalon) في بلاد الشام
59. الثوم الكريمري (باللاتينية: Allium crameri) في سيناء ووادي النيل
60. الثوم الكولماني (باللاتينية: Allium kollmannianum) في بلاد الشام
61. الثوم اللبناني (باللاتينية: Allium libani) في بلاد الشام
62. الثوم لحلاحي الأوراق (باللاتينية: Allium colchicifolium) في بلاد الشام
63. ثوم لخني الأوراق (باللاتينية: Allium lachnophyllum) في بلاد الشام
64. ثوم مبتور (باللاتينية: Allium truncatum) في بلاد الشام وتركيا
65. الثوم متأخر الإزهار (باللاتينية: Allium tardiflorum) في بلاد الشام
66. الثوم متعدد الأزهار (باللاتينية: Allium multiflorum) في المغرب العربي
67. الثوم المثلث (باللاتينية: Allium triquetrum) في المغرب العربي وجنوب أوروبا
68. الثوم مدبب الأزهار (باللاتينية: Allium acutiflorum) في المغرب العربي وإيطاليا وفرنسا
69. الثوم المذكر (باللاتينية: Allium stamineum) في بلاد الشام وسيناء وتركيا
70. الثوم المذكر الكاذب (باللاتينية: Allium pseudostamineum) في بلاد الشام وسيناء وتركيا
71. الثوم المستدير (باللاتينية: Allium rotundum) في بلاد الشام
72. ثوم مقدسي (باللاتينية: Allium hierosolymorum) في بلاد الشام
73. الثوم المكملي (باللاتينية: Allium machmelianum) في بلاد الشام
74. ثوم نابولي (باللاتينية: Allium neapolitanum) في بلاد الشام ووادي النيل وتركيا وأوروبا
75. الثوم النقبي (باللاتينية: Allium negevense) في بلاد الشام
76. الثوم الوردي (باللاتينية: Allium roseum) في بلاد الشام ووادي النيل وتركيا وجنوب أوروبا
77. الثوم ورقي الكيس (باللاتينية: Allium trachycoleum) في بلاد الشام وتركيا
78. الثوم اليافاوي (باللاتينية: Allium tel-avivense) في بلاد الشام ووادي النيل

## من أنواعه في أماكن أخرى
1. الثوم الأناضولي (باللاتينية: Allium anatolicum)
2. الثوم الأنطالي (باللاتينية: Allium antalyense)
3. الثوم الزيتي (باللاتينية: Allium oleraceum)
4. ثوم مزروع (باللاتينية: Allium sativum)
5. الكراث (باللاتينية: Allium porrum)
6. الثوم الكرواتي (باللاتينية: Allium horvatii)